# Гримоальд II (герцог Баварии)
Гримоальд II (нем. Grimoald II.; погиб в 725 или 728) — герцог Баварии (716/718—725/728) из династии Агилольфингов.

## Биография

### Ранние годы
Единственным средневековым историческим источником, достаточно подробно повествующем о жизни герцога Гримоальда, является житие святого Корбиниана, написанное около 772 года епископом Фрайзинга Арибо.
Гримоальд II был младшим сыном правителя Баварии Теодона II и его супруги Фолхайд. Вероятно, ещё в 711 или 712 году он получил от отца в управление западные области герцогства с городом Фрайзингом.
По свидетельству Арибо, ещё при жизни Теодона II Гримоальд способствовал началу активного проповедования в своих владениях христианства. Святой Корбиниан, направляясь в паломничество в Рим, отклонил приглашение Гримоальда остаться во Фрайзинге и вести во владениях герцога христианизацию жителей, большей частью всё ещё придерживавшихся языческих верований. Однако на обратном пути святой был схвачен в Мерано людьми герцога и насильно привезён во Фрайзинг. Здесь он был вынужден согласиться на просьбы Гримоальда стать его придворным епископом. О христианизации жителей Фрайзинга и его окрестностей, начатой Корбинианом при содействии Теодона II и Гримоальда, упоминается и в «Анналах герцогов Баварии».
Известно, что сначала Корбиниан имел большое влияние на Гримоальда, и совместно с герцогам основал в южно-баварских землях монастырь Куенс. Однако уже вскоре между ними начались конфликты, вызванные критикой святым неблагочестивой жизни, которой вёл Гримоальд. Возможно, этому способствовали и контакты Корбиниана с майордомами Франкского государства из династии Каролингов.
Во время нового раздела Баварского герцогства, проведённого Теодоном II незадолго до 715 года, Гримоальд сохранил власть над предоставленными ему ранее территориями с центром во Фрайзинге. Об этом упоминается в 18-й главе «Жития Корбиниана». Другие сыновья Теодона также были наделены владениями: Теудеберт получил Зальцбург и его окрестности, Теудебальд — земли вблизи Регенсбурга, а Тассилон II — окрестности Пассау. Когда герцог Теодон II скончался (называются даты с 716 по 718 год включительно), его сыновья стали править своими наделами самостоятельно.

### Герцог Баварии
Однако уже вскоре между сыновьями Теодона II начались междоусобия. Возможно, к этому времени относится свидетельство Павла Диакона о завоевании королём лангобардов Лиутпрандом в начале правления «многих укреплённых городов бавар». Предполагается, что правитель лангобардов мог вмешаться в конфликт между своими баварскими родственниками, и, возможно, поддержать в нём Теудеберта. Сохранились свидетельства, позволяющие предполагать, что и Гримоальд II старался расширить свои владения военным путём. Вероятно, ему удалось таким образом распространить свою власть на область Винцгау, непосредственно граничившую с Лангобардским королевством.
Точно неизвестно, были ли связаны с этим междоусобием кончины двух братьев Теудеберта, Теодебальда и Тассилона II. Они оба умерли около 719 года, после чего их владения были разделены между оставшимися сыновьями Теодона II, Гримоальдом II и Теудебертом. После этого под властью Гримоальда оказалась бо́льшая часть владений отца. Вероятно, чтобы укрепить своё влияние в землях, ранее принадлежавшими Теудебальду, Гримоальд женился на вдове покойного брата Пилитруде. Однако такой брак между близкими родственниками противоречил не только церковным канонам и постановлению папы римского от 716 года, но и законам герцогства — «Баварской правде». Возможно, с неканоническим браком герцога Гримоальда и Пилитруды связано принятие церковным собором в Риме 5 апреля 721 года нового постановления против браков вдов и братьев их покойных мужей. Отказ Гримоальда II подчиниться этим требованиям привёл его к новому конфликту с Корбинианом. Этот святой, возвратившись около 724 года в Баварию из паломничества в Рим, объявил брак герцога со вдовой его брата противоречащим церковным правилам. Корбиниан долго убеждал герцога удалить от двора Пилитруду, но тот, хотя в конце концов и дал на то согласие, под различными предлогами откладывал развод. Всё закончилась тем, что Пилитруда наняла людей, которые должны были убить святого. Однако Корбиниан был предупреждён о грозящей опасности: он бежал из Фрайзинга и нашёл убежище в Мерано.
Герцог Теудеберт скончался, по одним данным, вскоре после смерти своих братьев Теудебальда и Тассилона II, по другим — несколько позже, уже в первой половине 720-х годов. Земли умершего унаследовал его сын Хугберт. Гримоальд II, желая соединить в своих руках власть над всем герцогством, лишил Хугберта владений, и тот должен был вынужден бежать во Франкское государство к майордому Карлу Мартеллу. Возможно, восстановив единоначалие в Баварии, Гримоальд стал претендовать и на власть над соседними землями, что отразилось в принятии им титула «верховный правитель народов» (лат. princeps totius gentis), о котором упоминается в труде Арибо Фрайзингского.
Изгнание Хугберта, связанного близким родством с королём Лиутпрандом, привело, вероятно в 724 году, к вторжению в Баварию лангобардского войска. Во время этого похода Лиутпранду удалось захватить несколько баварских укреплений в Южном Тироле. Под предлогом помощи Хугберту правитель лангобардов присоединил к своим владениям все баварские земли вплоть до Мерано.
В 725 году во владения Гримоальда вторглось и франкское войско во главе с Карлом Мартеллом, которое нанесло поражение баварскому войску в сражении на берегу Дуная. Во Фрайзинге франками были пленены Пилитруда и её племянница Свангильда. Обе они были увезены во Франкию, и здесь в том же году Свангильда стала второй супругой Карла Мартелла. Пилитруде же спустя непродолжительное время удалось бежать в Италию, где она вскоре скончалась.
По свидетельству «Жития Корбиниана», Гримоальд был предательски убит своими врагами. В этом же источнике сообщается, что незадолго до гибели бывшего правителя Баварии при неизвестных обстоятельствах погиб и его старший сын, а также все остальные дети Гримоальда и Пилитруды. Возможно, они все были убиты по приказу Карла Мартелла. Дата смерти Гримоальда II неизвестна: возможно, он погиб или сразу же после поражение на Дунае, или в 728 году, когда франкский майордом был вынужден ещё раз выступить против баварских мятежников. Начиная с того времени Хугберт стал единовластным правителем Баварского герцогства.